# Ida Grinspan
Ida Grinspan, née Fensterszab le 19 novembre 1929 à Paris et morte le 24 septembre 2018 à Paris, est une française déportée à Auschwitz, survivante de la Shoah.

## Biographie
Ida Fensterszab est née à Paris le 19 novembre 1929 dans une famille juive d'origine polonaise. Son père, Jankiel Fensterszab est né le 15 octobre 1898 à Koprzywnica. Sa mère, Chaja Fensterszab, née Nyssenbaum, est née le 1er décembre 1898 à Ostrow. Ida a un frère, né en 1924.
Les parents d'Ida arrivent en France en 1924, après avoir quitté la Pologne à cause de l'antisémitisme. Ils sont nationalisés français par déclaration volontaire.
Jankiel Fensterszab est un artisan tailleur. La famille habite au 22, rue Clavel dans le 19e arrondissement de Paris.

### Dans les Deux-Sèvres
À partir de septembre 1939, Ida Grinspan se réfugie chez une famille de fermiers, Alice et Paul Marché, dans le hameau de Lié à Sompt (Deux-Sèvres), et fréquente l'école communale auprès de l'institutrice Mme Picard. Elle y passe son certificat d’étude primaire.
En avril 1942, c'est la dernière rencontre avec sa mère. Elle apprend par une lettre de son père, que sa mère est arrêtée le 16 juillet 1942, lors de la rafle du Vélodrome d'Hiver et déportée par le convoi no 11 vers le camp d'Auschwitz. Son père et son frère réussissent quant à eux à fuir.

### Déportation
Ida Grinspan est arrêtée vers minuit quinze dans la nuit du 30 au 31 janvier 1944 à Sompt par trois gendarmes français,. Elle est envoyée vers Nancy, puis transite par le camp de Drancy, avant d'être déportée dans un wagon à bestiaux par le convoi no 68, le 10 février 1944, puis arrive, après trois jours et trois nuits, le 13 février à Auschwitz. À son arrivée, elle échappe par miracle à une sélection vers la mort, en raison de sa coiffure, voulue par sa mère, qui lui donne plus que ses 14 ans et demi. Sur 1 500 civils de son convoi, seul 210 hommes et 61 femmes entrent dans le camp. Sur place, elle est obligée de se déshabiller entièrement devant des soldats, se fait frapper à coups de bâton par des femmes kapos, elle relate « nous sommes entièrement rasées, cheveux, aisselles, pubis avant d'être tatouée d'un numéro. On perd notre identité ».
Son père est déporté par le dernier convoi, le convoi no 77, le 31 juillet 1944, vers Auschwitz, où il est assassiné.
Ida est sauvée grâce à une infirmière polonaise, Wanda Ossowska (pl).
Le 30 mai 1945, Ida Grinspan est rapatriée en France. Elle bénéficie ensuite de séjours de convalescence mis sur pied par l'Association nationale des anciennes déportées et internées de la Résistance (ADIR) en Suisse romande, où elle passe plus d'un an, dès le 28 juillet 1945, dans trois des lieux d'accueil, à Crassier, Montana et au Le Mont-sur-Lausanne. C'est là, à la pension Hortensia, qu'elle rencontre Charlotte Delbo, dont elle deviendra une très grande amie.

### Témoignage
Ida Grinspan est l'auteur, avec Bertrand Poirot-Delpech, d'un livre intitulé : J'ai pas pleuré, publié en 2002 chez Robert Laffont.
Elle meurt le 24 septembre 2018 à Paris,

## Distinctions

### Hommages
- Ida Grinspan a donné son nom à l'école primaire de Sompt en 2007.
- Elle donne aussi son nom au collège Claude Chappe - Ida Grinspan (9 rue des Alouettes, Paris 19e) en 2020[10].
- Une esplanade porte le nom d'Ida Grinspan au lycée Pierre Caraminot à Égletons en Corrèze, ainsi qu'une salle polyvalente au Lycée Alexandre-Ribot de Saint-Omer (Pas-de-Calais). Une salle polyvalente au collège de L'Europe à Ardres porte également son nom.
- En novembre 2023, la ville de Paris appose une plaque commémorative en hommage à Ida Grinspan au 7 rue Marcel-Dubois[11].

### Décorations
- Officier de la Légion d'honneur le 14 avril 2016. Elle a été faite chevalier le 19 novembre 1999[12].
- Commandeur de l'ordre des Palmes académiques par décret du 25 avril 2017[13].

## Ouvrage
- (en) Ida Grinspan, Bertrand Poirot-Delpech, You got to tell them, Louisiana State University Press, 2018,  (ISBN 978 0807 169803)

## Filmographie
- Les Survivants, 2005
- Il faudra raconter, documentaire de Daniel Cling et Pascal Cling, 2005[14]
- Avoir 15 ans à Auschwitz, DVD (films, conférences, témoignages) de Michel Chaumet et Patrice Desenne, Production Canopé, 2013.